# 勒克洛
勒克洛（法語：Le Claux，法語發音：[lə klo]）是法国康塔尔省的一个市镇，属于圣弗卢尔区。

## 地理
勒克洛（45°9'35"N, 2°42'19"E）面积28.07 平方千米，位于法国奥弗涅-罗讷-阿尔卑斯大区康塔爾省，该省份为法国中南部省份，位于法國中央高原中心，北起科雷兹省、上盧瓦爾省和多姆山省，西接洛特省和科雷兹省，南至阿韦龙省和洛特省，东临上盧瓦爾省和洛泽尔省。
与勒克洛接壤的市镇（或旧市镇、城区）包括：谢拉德、迪耶讷、勒法尔古、拉维日里、芒达耶-圣于连。

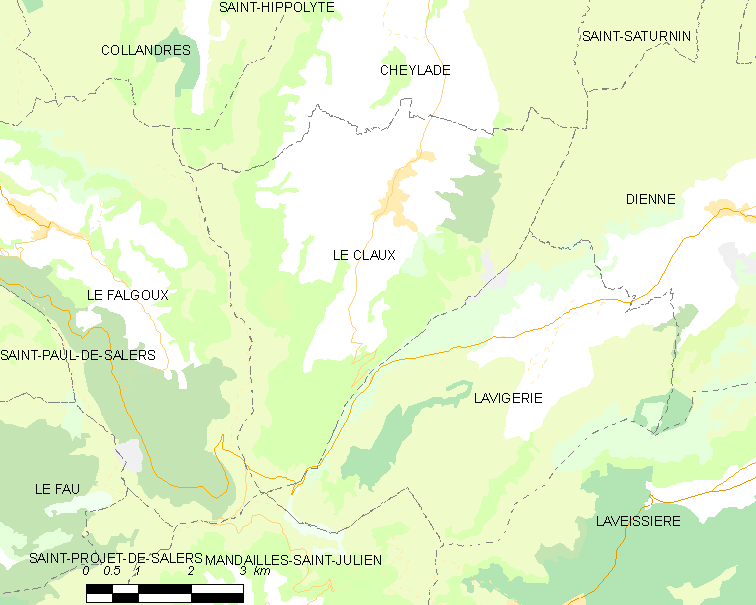
勒克洛的OSM定位图

勒克洛的时区为UTC+01:00、UTC+02:00（夏令时）。

## 行政
勒克洛的邮政编码为15400，INSEE市镇编码为15050。

## 政治
勒克洛所属的省级选区为米拉县 (法国)。

## 人口

1962-2008年间勒克洛人口变化图示

勒克洛于2022年1月1日时的人口数量为161人。